# Enicospilus variicarpus
Enicospilus variicarpus là một loài tò vò trong họ Ichneumonidae.